# Dogo-Dogo
Dogo-Dogo è un comune rurale del Niger facente parte del dipartimento di Magaria nella regione di Zinder.